# Первое сражение при Цюрихе
Первое сражение при Цюрихе (фр. Première bataille de Zurich) произошло со 2 по 6 июня 1799 года во время Войны второй коалиции на берегу Лиммата, недалеко от Цюриха, между французской армией под командованием маршала Андре Массены и австрийской армией эрцгерцога Карла.
С началом кампании у французского генерала Массены было около 70 000 человек, разбросанных по всей Швейцарии. Действия австрийского генерала фон Готце, осуществляемые с 1 мая, подтолкнули Массену к созданию укрепленного лагеря на окраине Цюриха. Этот лагерь, опиравшийся на окружающие холмы, так и не был достроен к началу сражения. Правое крыло французской армии было расположено на уровне деревни Рисбах, одна батарея — у Хирсландена. Вершины Цюрихберг и Випкинген были особенно укреплены. Особенности местности были благоприятными для французов, и с подходом австрийцев все оборонительные сооружения, кроме левого фланга, были завершены. Однако Массена пренебрег строительством мостов через Лиммат.
Эрцгерцог Карл решил нанести главный удар против Цюрихберга. 2 июня Елачич стал наступать тремя колоннами на Цолликон и достиг озер Цюрих и Грайфен, оттеснив французские аванпосты, оставившие Рисбах, Хирсланден и Фалланден, расположенные к юго-востоку от Цюриха. Французы отошли с левого берега Глатта, и австрийцам удалось взять единственный мост через эту реку.
Затем эрцгерцог приказал Елачичу оставаться на своей позиции, но так как это слишком угрожало французским войскам, Массена утром 3 июня начал контратаку тремя полубригадами Сульта. Контратака была отбита, и австрийцы достигли ворот Цюриха. Бои продолжались в течение дня, но вечером Елачич вернулся на исходную позицию.
4 июня основная часть австрийских войск пошла в атаку. Левое крыло Елачича безуспешно сражается в пригородах Цюриха, затем отступает к Рисбаху, откуда французам не удается его выбить. Вторая колонна под командованием Бея захватывает Хирсланден, но не может продвинуться дальше из-за сложной местности и присоединяется к Елачичу. Третья колонна под командованием принца Лотарингского атакует Цюрихберг у Дюбендорфа, но не может продвинуться перед лицом французской огневой мощи. Четвертая колонна под командованием Фридриха фон Готце форсирует Глатт у Дюбендорфа и захватывает Швамендинген, но терпит неудачу перед Цюрихбергом из-за крутизны склона и густоты леса. Пятая колонна под командованием принца Рейсса берет Зеебах и Эрликон. Генерал Удино контратакует, но терпит неудачу. На нижнем Глатте происходили только стычки.
В два часа дня эрцгерцог навёл два полевых моста через Глатт и попытался взять Цюрихберг лобовой атакой силами пяти батальонов, но дважды потерпел неудачу.
Днем 5 июня противники бездействуют, и эрцгерцог понимает, что вытеснить французов из Цюриха совершенно необходимо. Он планирует новую атаку на два часа ночи. Со своей стороны, Массена, все еще ожидавший подкрепления, решил оставить правый берег Лиммата, за исключением самого Цюриха, и в течение ночи без боя отступил.
На следующий день, 6 июня,  после переговоров Массена в полдень вывел свои войска из Цюриха. Он отошел на юго-запад к реке Альбис, где занял хорошую оборонительную позицию, и начал укрепляться. Со своей стороны, австрийцы заняли Цюрих, и эрцгерцог разместил свой штаб в Клотене.